# Michael Sela
Michael Sela (n. 2 martie 1924, Tomaszów Mazowiecki, voievodatul Łódź, Polonia – d. 27 mai 2022, Rehovot, Israel) a fost un imunolog israelian, membru de onoare al Academiei Române (din 1991), laureat al Premiului Wolf pentru medicină în 1998.

## Onoruri
O parte dintre premiile și onorurile primite de Michael Sela:
- Premiul de Stat Israelian în Științele Naturii (1959)[11]
- Medalia Otto Warburg - Germania (1968) [12];
- Premiul Rothschild - Israel (1968);
- Premiul Emil von Behring - Germania (1973);
- Gairdner Foundation International Award - Canada (1980);
- Premiul "Institut de la Vie" - Franța (1984);
- Crucea de Merit Federală în grad de Comandant - Germania (1986);
- Legiunea de Onoare în grad de Ofițer - Franța (1987);
- Medalia de Aur Albert Einstein - UNESCO (1995);
- Premiul Interbrew-Baillet Latour Health - Belgia (1997);